# Tricalamus tarimuensis
Espèce
Synonymes
- Filistata tarimuensis Hu & Wu, 1989

Tricalamus tarimuensis est une espèce d'araignées aranéomorphes de la famille des Filistatidae.

## Distribution
Cette espèce est endémique du Xinjiang en Chine,.

## Étymologie
Son nom d'espèce, composé de tarimu et du suffixe latin -ensis, « qui vit dans, qui habite », lui a été donné en référence au lieu de sa découverte, Tarimu.

## Publication originale
- Hu & Wu, 1989 : Spiders from agricultural regions of Xinjiang Uygur Autonomous Region, China. Shandong University Publishing House, Jinan, p. 1-435.